# Saulces-Champenoises
Saulces-Champenoises és un municipi francès situat al departament de les Ardenes i a la regió del Gran Est. L'any 2007 tenia 185 habitants.

## Demografia

### Població
El 2007 la població de fet de Saulces-Champenoises era de 185 persones. Hi havia 80 famílies de les quals 28 eren unipersonals (28 dones vivint soles i 28 dones vivint soles), 28 parelles sense fills, 20 parelles amb fills i 4 famílies monoparentals amb fills.
La població ha evolucionat segons el següent gràfic:
Habitants censats

### Habitatges
El 2007 hi havia 108 habitatges, 84 eren l'habitatge principal de la família, 9 eren segones residències i 15 estaven desocupats. 106 eren cases i 1 era un apartament. Dels 84 habitatges principals, 74 estaven ocupats pels seus propietaris, 8 estaven llogats i ocupats pels llogaters i 2 estaven cedits a títol gratuït; 1 tenia dues cambres, 5 en tenien tres, 19 en tenien quatre i 59 en tenien cinc o més. 80 habitatges disposaven pel capbaix d'una plaça de pàrquing. A 28 habitatges hi havia un automòbil i a 39 n'hi havia dos o més.

### Piràmide de població
La piràmide de població per edats i sexe el 2009 era:
| Homes | Edats   | Dones |
| ----- | ------- | ----- |
| 0     | 95 o +  | 0     |
| 0     | 90 a 94 | 0     |
| 0     | 85 a 89 | 4     |
| 0     | 80 a 84 | 0     |
| 12    | 75 a 79 | 4     |
| 8     | 70 a 74 | 12    |
| 4     | 65 a 69 | 4     |
| 8     | 60 a 64 | 0     |
| 16    | 55 a 59 | 16    |
| 8     | 50 a 54 | 8     |
| 8     | 45 a 49 | 8     |
| 0     | 40 a 44 | 0     |
| 8     | 35 a 39 | 4     |
| 0     | 30 a 34 | 4     |
| 0     | 25 a 29 | 0     |
| 8     | 20 a 24 | 0     |
| 12    | 15 a 19 | 4     |
| 4     | 10 a 14 | 8     |
| 8     | 5 a 9   | 0     |
| 0     | 0 a 4   | 4     |

## Economia
El 2007 la població en edat de treballar era de 105 persones, 75 eren actives i 30 eren inactives. De les 75 persones actives 72 estaven ocupades (41 homes i 31 dones) i 3 estaven aturades (3 dones i 3 dones). De les 30 persones inactives 7 estaven jubilades, 8 estaven estudiant i 15 estaven classificades com a «altres inactius».

### Ingressos
El 2009 a Saulces-Champenoises hi havia 86 unitats fiscals que integraven 201 persones, la mediana anual d'ingressos fiscals per persona era de 16.203 €.

### Activitats econòmiques
Dels 13 establiments que hi havia el 2007, 1 era d'una empresa extractiva, 4 d'empreses alimentàries, 1 d'una empresa de construcció, 3 d'empreses de comerç i reparació d'automòbils, 1 d'una empresa de transport, 1 d'una empresa d'hostatgeria i restauració i 2 d'empreses de serveis.
Dels 3 establiments de servei als particulars que hi havia el 2009, 1 era un taller de reparació d'automòbils i de material agrícola, 1 guixaire pintor i 1 restaurant.
L'any 2000 a Saulces-Champenoises hi havia 23 explotacions agrícoles.

## Poblacions més properes
El següent diagrama mostra les poblacions més properes.